# Světýlko (společnost)
Světýlko o.p.s. je obecně prospěšná společnost, která se orientuje na neziskovou pomoc rodinám s dětmi, matkám v azylových domech, seniorům, případně komukoliv, kdo se ocitnul v těžké životní situaci.
Svou činnost společnost zahájila v Brně v roce 2008. I přes své sídlo v Brně není její činnost omezována místem a působí v celé České republice.

## Základní projekty
Společnost se věnuje individuální pomoci každému, kdo ji potřebuje a kdo se o ni přihlásí. Přesto sdružuje pomoc i ve svých třech základních projektech.

### Obědy pro školáky
V tomto programu společnost zajišťuje platbu za obědy do školy pro děti ze znevýhodněných rodin. O čerpání pomoci může zažádat přímo škola, která má žáka ze sociálně znevýhodněné rodiny pod svou ochranou. Případně mohou sami rodiče oslovit školu, aby kontaktovala společnost Světýlko a žádost za ně vyplnila. Společnost tím předchází zneužívání příspěvku k jiným účelům. Za dítě uhradí obědy na celý školní rok a to přímo škole nebo stravovacímu zařízení, kam dítě dochází.

### Obědy pro seniony
Tento program se snaží vykrýt nedostatečnou výšku starobních důchodu a podpořit tak seniory. Senior může společnost Světýlko oslovit sám. Případně na stav nouze seniora mohou společnost upozornit i jiní lidé. Přičemž společnost si sdělené informace ověří u příslušných úřadů. Společnost hradí cenu obědů na půl roku, částku pošle přímo na konto stravovacího zařízení, které je senior schopen navštěvovat.

### Charitativní aukce
Ojedinělý projekt, který dovoluje uživatelům nabízet nové i použité zboží k aukčnímu prodeji. Společnost si vytkla za cíl se tímto projektem částečně osvobodit od závislosti na dobrosrdečnosti sponzorů a dárců. Každý nabízený předmět je totiž podmíněn minimálně deseti procenty z ceny zboží, které jdou poté na transparentní účet společnosti Světýlko.